# Palais des Nations
Het Palais des Nations is een complex van meerdere gebouwen gelegen in het parc de l'Ariana in het Zwitserse Genève.
Het werd gebouwd van 1929 tot 1937 en werd in 1938 volledig in gebruik genomen als zetel van de Volkenbond. Na de oprichting van de Verenigde Naties in 1945 en de opheffing van de Volkenbond op 18 april 1946 werd het complex uitgebreid en voorbereid om te dienen als bijkomende zetel voor de VN waarvan het in 1966 de belangrijkste Europese zetel werd. Het paleis is sindsdien het kantoor van de Verenigde Naties in Genève (Frans: Office des Nations Unies à Genève; Engels: United Nations Office at Geneva; afgekort tot UNOG).
Het bouwwerk heeft een totale breedte van 600 meter, en telt 34 conferentiezalen en circa 2.800 kantoorruimtes. Reeds meermaals werd afluisterapparatuur gevonden, geplaatst in vergaderzalen in het gebouw. De Mensenrechtenraad van de Verenigde Naties heeft een vaste zaal in conferentiezaal XX met een plafond in 2008 geïnstalleerd door de Spaanse kunstenaar Miquel Barceló. In het gebouw bevindt zich ook een sculptuur gecreëerd door de Duitse kunstenaar Clemens Weiss getiteld "sculpture pour la non prolifération des armes nucléaires" dewelke in 1966 door Duitsland aan de VN werd geschonken.
Binnen de VN is het Palais des Nations sinds 1964 de zetel van UNCTAD, de conferentie van de Verenigde Naties inzake handel en ontwikkeling. Ook de Mensenrechtenraad van de Verenigde Naties, het Hoog Commissariaat voor de Vluchtelingen (UNHCR) en de Europese economische commissie van de Verenigde Naties (UNECE) zijn er gevestigd. In het Palais des Nations is niet de zetel gevestigd van de volgende organisaties, maar deze hebben er wel een significante aanwezigheid; het Internationaal Atoomenergieagentschap, het Bureau voor de coördinatie van humanitaire zaken, de Voedsel- en Landbouworganisatie, de United Nations Industrial Development Organization en UNESCO.
Uitzonderlijk ging in 1988 de 26e sessie van de Algemene Vergadering van de Verenigde Naties in Genève door in plaats van in New York, op vraag van Yasser Arafat. In 2009 werd de Internationale Antiracisme-conferentie te Genève er georganiseerd. Jaarlijks gaan er circa 8.000 vergaderingen door waarvan circa 600 grote conferenties. Een gedeelte van het paleis kan door het publiek bezocht worden, een groot deel van het bouwwerk en het omliggend park is evenwel niet publiek toegankelijk. Het publiek toegankelijk deel van het Palais des Nations wordt jaarlijks door ongeveer 100.000 personen bezocht.

## Geschiedenis
Genève werd in 1920 geselecteerd als zetel van de Volkenbond.
Van 1920 tot 1936 werd een tijdelijk onderkomen gevonden in het Palais Wilson in de stad, sinds 1993 binnen de VN hergebruikt als zetel voor het Hoog Commissariaat voor de Mensenrechten van de Verenigde Naties.
In 1926 werd een architectuurwedstrijd georganiseerd voor de bouw van een paleis voor de Volkenbond. De jury kan geen kandidaat selecteren tussen de 377 ingediende voorstellen en selecteert vervolgens een groep van architecten voor het ontwerp bestaande uit de Zwitser Julien Flegenheimer, de Fransmannen Henri-Paul Nénot en Camille Lefèvre, de Hongaar Joseph Vago en de Italiaan Carlo Broggi. De eerste steen van hun neoclassicistisch ontwerp werd op 7 september 1929 gelegd. In 1933 kan een secretariaat van de Volkenbond al zijn intrek nemen in een afgewerkte vleugel. In 1936 verhuizen alle diensten uit het Palais Wilson. In 1937 volgt de afwerking van het geheel wat in 1938 wordt ingehuldigd.
Van 1950 tot 1952 wordt de kantoorruimte gevoelig uitgebreid, tussen 1968 en 1973 werd een nieuw bijkomend conferentiecentrum gebouwd.